# Oxynoemacheilus
Oxynoemacheilus — багатий на види рід слижів з родини немахейлових (Nemacheilidae).
До його складу належить більшість немахейлових Східної Європи та Близького Сходу. Вони водяться в прісних водоймах від Албанії та східної Греції до Південного Кавказу, Межиріччя, південного та центрального Ірану. Найбільше видове різноманіття припадає на територію Туреччини, значна частина видів є ендемічними. Представники роду Oxynoemacheilus є звичайними рибами на всьому Близькому Сході, зустрічаються в багатьох річках і струмках.
Дуже гетерогенний і, ймовірно, поліфілетичний рід, у складі якого розрізняють дві основні групи. До першої належать види з відносно тонкими циліндричними тілом та хвостовим стеблом, роздвоєним хвостовим плавцем та відносно контрастним малюнком забарвлення; в деяких видів самці мають під оком складку шкіри. Представники другої групи мають вищі тіло та хвостове стебло, обрізаний або вирізаний хвостовий плавець, тьмяно-коричневий мармуровий малюнок забарвлення, складка під оком у самців відсутня. До характерних ознак представників роду належить помітна чорна цятка на основі нерозгалужених променів спинного плавця, сам плавець зазвичай має 7-9½ розгалужених променів, а його початок розташований попереду або прямо над початком черевних плавців. Жировий гребінь по верхньому краю хвостового стебла дуже низький або відсутній, відхідник знаходиться приблизно за один діаметр ока або менше перед початком анального плавця.
Таксономічний статус багатьох представників цього роду, як і інших немахейлових, остаточно не з'ясований і потребує подальших досліджень. Основними проблемами є плутанина у визначенні належності видів до певного роду, а також велика кількість неякісно описаних видів.
Перелік видів роду Oxynoemacheilus станом на середину 2023 року:
- Oxynoemacheilus amanos  Kaya, Yoğurtçuoğlu & Freyhof, 2021
- Oxynoemacheilus anatolicus  Erk'akan, Özeren & Nalbant, 2008
- Oxynoemacheilus angorae  (Steindachner, 1897)
- Oxynoemacheilus araxensis  (Bănărescu & Nalbant, 1978)
- Oxynoemacheilus argyrogramma  (Heckel, 1847)
- Oxynoemacheilus arsaniasus  Freyhof, Kaya, Turan & Geiger, 2019
- Oxynoemacheilus axylos  Yoğurtçuoğlu, Kaya & Freyhof, 2022
- Oxynoemacheilus banarescui  (Delmastro, 1982)
- Oxynoemacheilus bergi  (Gratzianov, 1907)
- Oxynoemacheilus bergianus  (Derjavin, 1934)
- Oxynoemacheilus brandtii  (Kessler, 1877)
- Oxynoemacheilus bureschi  (Drensky, 1928)
- Oxynoemacheilus cemali  Turan, Kaya, Kalayci, Bayçelebi & Aksu, 2019
- Oxynoemacheilus ceyhanensis  (Erk'akan, Nalbant & Özeren, 2007)
- Oxynoemacheilus chomanicus  Kamangar, Prokofiev, Ghaderi & Nalbant, 2014
- Oxynoemacheilus ciceki  Sungur, Jalili & Eagderi, 2017
- Oxynoemacheilus cilicicus  Kaya, Turan, Bayçelebi, Kalayci & Freyhof, 2020
- Oxynoemacheilus cyri  (Berg, 1910)
- Oxynoemacheilus eliasi  Yoğurtçuoğlu, Kaya & Freyhof, 2022
- Oxynoemacheilus elsae  Eagderi, Jalili & Çiçek, 2018
- Oxynoemacheilus ercisianus  (Erk'akan & Kuru, 1986)
- Oxynoemacheilus eregliensis  (Bănărescu & Nalbant, 1978)
- Oxynoemacheilus euphraticus  (Bănărescu & Nalbant, 1964
- Oxynoemacheilus evreni  (Erk'akan, Nalbant & Özeren, 2007)
- Oxynoemacheilus fatsaensis  Saygun, Ağdamar & Özuluğ, 2021
- Oxynoemacheilus frenatus  (Heckel, 1843)
- Oxynoemacheilus germencicus  (Erk'akan, Nalbant & Özeren, 2007)
- Oxynoemacheilus gyndes  Freyhof & Abdullah, 2017
- Oxynoemacheilus hamwii  (Krupp & Schneider, 1991)
- Oxynoemacheilus hanae  Freyhof & Abdullah, 2017
- Oxynoemacheilus hazarensis  Freyhof & Özuluğ, 2017
- Oxynoemacheilus insignis  (Heckel, 1843)
- Oxynoemacheilus isauricus  Yoğurtçuoğlu, Kaya, Özuluğ & Freyhof, 2021
- Oxynoemacheilus karunensis  Freyhof, 2016
- Oxynoemacheilus kaynaki  Erk'akan, Özeren & Nalbant, 2008
- Oxynoemacheilus kentritensis  Freyhof, Kaya & Turan, 2017
- Oxynoemacheilus kiabii  Golzarianpour, Abdoli & Freyhof, 2011
- Oxynoemacheilus kurdistanicus  Kamangar, Prokofiev, Ghaderi & Nalbant, 2014
- Oxynoemacheilus leontinae  (Lortet, 1883)
- Oxynoemacheilus longipinnis  (Coad & Nalbant, 2005)
- Oxynoemacheilus marunensis  Sayyadzadeh & Esmaeili, 2020
- Oxynoemacheilus mediterraneus  (Erk'akan, Nalbant & Özeren, 2007)
- Oxynoemacheilus merga  (Krynicki, 1840)
- Oxynoemacheilus muefiti  Freyhof, Kaya, Turan & Geiger, 2019
- Oxynoemacheilus namiri  (Krupp & Schneider, 1991)
- Oxynoemacheilus nasreddini  Yoğurtçuoğlu, Kaya & Freyhof, 2021
- Oxynoemacheilus oxianus  (Kessler, 1877)
- Oxynoemacheilus panthera  (Heckel, 1843)
- Oxynoemacheilus parvinae  Sayyadzadeh, Eagderi & Esmaeili 2016
- Oxynoemacheilus paucilepis  (Erk'akan, Nalbant & Özeren 2007)
- Oxynoemacheilus persa  (Heckel 1847)
- Oxynoemacheilus phasicus  Freyhof, Kaya, Epitashvili & Geiger, 2021
- Oxynoemacheilus pindus  (Economidis, 2005)
- Oxynoemacheilus samanticus  (Bănărescu & Nalbant, 1978)
- Oxynoemacheilus sarus  Freyhof, Yoğurtçuoğlu & Kaya, 2021
- Oxynoemacheilus seyhanensis  (Bănărescu, 1968)
- Oxynoemacheilus seyhanicola  (Erk'akan, Nalbant & Özeren, 2007)
- Oxynoemacheilus shehabi  Freyhof & Geiger, 2021
- Oxynoemacheilus simavicus  (Balik & Bănărescu, 1978)
- Oxynoemacheilus theophilii  Stoumboudi, Kottelat & Barbieri, 2006
- Oxynoemacheilus tigris  (Heckel, 1843)
- Oxynoemacheilus tongiorgii  (Nalbant & Bianco, 1998)
- Oxynoemacheilus veyselorum  Çiçek, Eagderi & Sungur, 2018
- Oxynoemacheilus zagrosensis  Kamangar, Prokofiev, Ghaderi & Nalbant, 2014
- Oxynoemacheilus zarzianus  Freyhof & Geiger, 2017